# Cunegonda di Svevia
Cunegonda di Svevia (1200 – 13 settembre 1248) è stata una principessa tedesca e regina di Boemia.

## Biografia
Appartenne alla dinastia degli Hohenstaufen essendo suo padre Filippo di Svevia, duca di Svevia e re dei Romani. Sua madre era invece la principessa bizantina Irene, figlia dell'imperatore Isacco II Angelo.
Venne data in sposa nel 1224 a Venceslao, figlio ed erede del re di Boemia Ottocaro I di Boemia.
Divenne regina consorte di Boemia nel 1230 alla morte del suocero e mantenne tale titolo fino alla morte avvenuta nel 1248.
Diede al marito quattro figli:
- Vladislao (1228 - 3 gennaio 1247), margravio di Moravia, duca di Troppau e d'Austria;
- Beatrice (1231 - Breslavia, 25 maggio 1290), che sposò Ottone III di Brandeburgo (Ascanidi);
- Ottocaro (1233-Dürnkrut, 26 agosto 1278), re di Boemia;
- Agnese (1244-10 agosto 1268), che sposò Enrico III di Meißen (Wettin).

## Ascendenza
|                      |                        |                          | Genitori              |  |  | Nonni |  |  | Bisnonni              |  |  | Trisnonni            |  |
|                      |                        |                          |                       |  |  |       |  |  | Federico II di Svevia |  |  | Federico I di Svevia |  |
|                      |                        |                          |                       |  |  |       |  |  | Federico II di Svevia |  |  | Federico I di Svevia |  |
|                      |                        | Agnese di Waiblingen     |                       |  |  |       |  |  | Federico II di Svevia |  |  |                      |  |
| Federico Barbarossa  |                        |                          |                       |  |  |       |  |  | Federico II di Svevia |  |  |                      |  |
|                      |                        | Giuditta di Baviera      | Enrico IX di Baviera  |  |  |       |  |  |                       |  |  |                      |  |
|                      |                        | Giuditta di Baviera      | Enrico IX di Baviera  |  |  |       |  |  |                       |  |  |                      |  |
|                      |                        | Giuditta di Baviera      | Wulfhilde di Sassonia |  |  |       |  |  |                       |  |  |                      |  |
| Filippo di Svevia    |                        | Giuditta di Baviera      |                       |  |  |       |  |  |                       |  |  |                      |  |
|                      |                        | Rinaldo III di Borgogna  | Stefano I di Mâcon    |  |  |       |  |  |                       |  |  |                      |  |
|                      |                        | Rinaldo III di Borgogna  | Stefano I di Mâcon    |  |  |       |  |  |                       |  |  |                      |  |
|                      |                        | Rinaldo III di Borgogna  | Beatrice di Lorena    |  |  |       |  |  |                       |  |  |                      |  |
| Beatrice di Borgogna |                        | Rinaldo III di Borgogna  |                       |  |  |       |  |  |                       |  |  |                      |  |
|                      |                        | Agata di Lorena          | Simone I di Lorena    |  |  |       |  |  |                       |  |  |                      |  |
|                      |                        | Agata di Lorena          | Simone I di Lorena    |  |  |       |  |  |                       |  |  |                      |  |
|                      |                        | Agata di Lorena          | Adelaide di Lovanio   |  |  |       |  |  |                       |  |  |                      |  |
| Cunegonda di Svevia  |                        | Agata di Lorena          |                       |  |  |       |  |  |                       |  |  |                      |  |
|                      | Andronico Ducas Angelo | Costantino Angelo        |                       |  |  |       |  |  |                       |  |  |                      |  |
|                      | Andronico Ducas Angelo | Costantino Angelo        |                       |  |  |       |  |  |                       |  |  |                      |  |
|                      | Andronico Ducas Angelo | Teodora Comnena          |                       |  |  |       |  |  |                       |  |  |                      |  |
| Isacco II Angelo     | Andronico Ducas Angelo |                          |                       |  |  |       |  |  |                       |  |  |                      |  |
|                      |                        | Eufrosina Castamonitissa | …                     |  |  |       |  |  |                       |  |  |                      |  |
|                      |                        | Eufrosina Castamonitissa | …                     |  |  |       |  |  |                       |  |  |                      |  |
|                      |                        | Eufrosina Castamonitissa | …                     |  |  |       |  |  |                       |  |  |                      |  |
| Irene Angela         |                        | Eufrosina Castamonitissa |                       |  |  |       |  |  |                       |  |  |                      |  |
|                      |                        | Demetrio Tornikes        | N. Tornikes           |  |  |       |  |  |                       |  |  |                      |  |
|                      |                        | Demetrio Tornikes        | N. Tornikes           |  |  |       |  |  |                       |  |  |                      |  |
|                      |                        | Demetrio Tornikes        | N. Theophylaktaina    |  |  |       |  |  |                       |  |  |                      |  |
| Irene Tornikaine     |                        | Demetrio Tornikes        |                       |  |  |       |  |  |                       |  |  |                      |  |
|                      |                        | N. Malakaine             | N. Malakes            |  |  |       |  |  |                       |  |  |                      |  |
|                      |                        | N. Malakaine             | N. Malakes            |  |  |       |  |  |                       |  |  |                      |  |
|                      |                        | N. Malakaine             | …                     |  |  |       |  |  |                       |  |  |                      |  |
|                      |                        | N. Malakaine             |                       |  |  |       |  |  |                       |  |  |                      |  |